# Festival da Canção 1973
Das 10. Festival da Canção (portugiesisch X Grande Prémio TV da Cançao 1973) fand am 26. Februar 1973 im Teatro Maria Matos in Lissabon statt. Es diente als portugiesischer Vorentscheid für den Eurovision Song Contest 1973.
Moderatoren der Sendung waren Alice Cruz und Artur Agostinho.
Als Sieger ging Fernando Tordo mit dem Titel Tourada hervor. Beim Eurovision Song Contest in Luxemburg erhielt er 80 Punkte und belegte am Ende den 10. Platz.

## Teilnehmer
| Startnr. | Interpret          | Lied                    | Musik und Text                                    | Rang | Punkte |
| -------- | ------------------ | ----------------------- | ------------------------------------------------- | ---- | ------ |
| 1        | Tonicha            | A rapariga e o poeta    | M: José Calvário, T: José Nisa                    | 9.   | 5      |
| 2        | Mini-pop           | Menina de luto          | M: Carlos Canelhas, T: António de Sousa Freitas   | 7.   | 14     |
| 3        | Fernando Tordo     | Tourada                 | M: Fernando Tordo, T: José Carlos Ary dos Santos  | 1.   | 115    |
| 4        | Luís Duarte        | Minha senhora das dores | M: Fernando Tordo, T: José Carlos Ary dos Santos  | 10.  | 3      |
| 5        | Paco Bandeira      | É por isso que eu vivo  | M: Paco Bandeira, T: José Carlos Ary dos Santos   | 2.   | 111    |
| 6        | Paulo de Carvalho  | Semente                 | M: Fernando Guerra, T: José Carlos Ary dos Santos | 4.   | 62     |
| 7        | Improviso          | Cantiga                 | M/T: João Rafael                                  | 6.   | 19     |
| 8        | Duarte Mendes      | Gente                   | M: José Calvário, T: José Nisa                    | 3.   | 91     |
| 9        | Fernando Tordo     | Carta de longe          | M: Fernando Tordo, T: José Carlos Ary dos Santos  | 5.   | 23     |
| 10       | Simone de Oliveira | Apenas o meu povo       | M: Fernando Tordo, T: José Carlos Ary dos Santos  | 8.   | 7      |